# Солунска империя
Солунската империя (на гръцки: Αυτοκρατορία της Θεσσαλονίκης) е историографски термин, използван от някои изследователи, да обозначат краткосъществувалата византийска държава около град Солун между 1224 и 1246 година (sensu stricto до 1242) и управлявана от епирската династия Комнин Дука. По време на нейното основаване, Солунската империя при управлението на Теодор Комнин Дука, си съперничи с Никейската империя и Втората българска империя за това да бъде най-силната държава в региона, целейки да превземе Константинопол и да унищожи Латинската империя, като по този начин се опитва да възстанови Византийската империя отпреди 1204 година.
Възходът на Солунската империя е кратък и завършва с катастрофалната битка при Клокотница срещу България през 1230 година, в която Теодор Комнин Дука е пленен. Принизен до български васал, неговият брат и наследник, Мануил Комнин Дука не успява да предотврати загубата на повечето от завоеванията в Македония и Тракия, докато първоначалното ядро на държавата в Епир се отцепва при  Михаил II Комнин Дука. Теодор Комнин Дука си възвръща Солун през 1237 година, като поставя на трона сина си Йоан Комнин Дука, а след него и Димитър Комнин Дука, докато Манул с подкрепата на Никейската империя завзема Тесалия. Владетелите на Солун носят императорска титла от 1225/7 до 1242 година, когато са принудени да се откажат от нея и да признаят сюзеренитата на съперничещата ѝ Никейска империя. Представителите на рода Комнин Дука продължават да управляват като деспоти на Солун още четири години след това, но през 1246 година градът е анексиран от Никея.
В най-ново време българската историография смята, че за кратко Солун влиза в границите на българската държава. Военачалникът на цар Калоян Чъзмен завладява и управлява временно града през 1205 година. След 1230 година фактически градът е васално владение на Българското царство като в него са сечени медни монети, изобразяващи цар Иван Асен II, който коронясва своя васал деспот Мануил Комнин.

## Предистория
След като при Четвъртия кръстоносен поход Константинопол пада през април 1204 година, Византийската империя се разпада и разделя между кръстоносците и Република Венеция. Латинската империя се основава в Константинопол, докато в Солун се основава Солунското кралство на Бонифаций Монфератски. По същото време две византийски държави се появяват, за да се противопоставят на латинците - т. нар. Никейска империя на Теодор I Ласкарис в Мала Азия и Епирското деспотство на Михаил I Комнин, докато трета държава, т.нар. Трапезундска империя се основава по бреговете на Понта. Михаил I Комнин Дука скоро след това разширява държавата си в Тесалия, а неговия наследник Теодор Комнин Дука превзема Солун през 1224 година.

## Възход и падение
Превземането на Солун, традиционно вторият по големина византийски град след Константинопол, позволява на Теодор да се противопостави на никейските претенции за византийския трон. С подкрепата на епископите от своите владения, той е коронован за император в Солун от Охридския архиепископ Димитър Хоматиан между 1225 и 1227/8 година. Заявявайки открито своите императорски претенции, Теодор обръща поглед към Константинопол. Само Никейският император Йоан III Дука Ватаци и българският император Иван Асен II са достатъчно силни, за да му се противопоставят. В опит да изпреварят Теодор, никейците завземат Адрианопол от латинците през 1225 година, но Теодор настъпва в Тракия и принуждава никейците да му оставят европейските си владения. Открива се възможността пред Теодор да атакува Константинопол, но поради неизвестни причини закъснява. Междувременно Никея и латинците изглаждат разногласията си и макар формално да е съюзник с Теодор, Иван Асен II също започва преговори за династичен съюз с Латинската империя. През 1230 година Теодор най-накрая тръгва с войските си към Константинопол, но вместо това се насочва на север в България. В последвалата битка при Клокотница армията на Теодор е унищожена, а самият той е пленен и по-късно оспелен.
Това поражение рязко намалява мощта на Солунската империя, държава изградена върху бързата военна експанзия и разчитаща на способността на своя владетел, нейната администрация не успява да се справи с положението. Териториите ѝ в Тракия, както и тези в Македония и Албания бързо падат в ръцете на българите, които се очертават като най-силната балканска сила. Теодор е наследен от брат си Мануил Комнин Дука, който все още владее околностите на Солун, както и династическите земи в Тесалия и Епир, но е принуден да се признае за васал на Иван Асен II. За да запази известна свобода на действие, Мануил дори се обръща към бившите съперници от Никея, предлагайки да признае васалитет към Ватаци и върховенството на Константинополския патриарх, временно пребиваващ в Никея. Мануил също така не успява да попречи на Михаил II Комнин Дука, незаконен син на неговият по-голям полубрат Михаил I, да се завърне от изгнание след битката при Клокотница и да поеме контрола над Епир, където очевидно се радва на значителна подкрепа. В крайна сметка Мануил е принуден да го приеме като свършен факт (fait accompli) и да признае Михаил II за владетел на Епир под собствения му сюзеренитет. В знак на това той дава на Михаил II титлата деспот. От самото начало сюзеренитетът на Мануил е по-скоро теоретично и до 1236 - 1237 година Михаил II действа като независим владетел, превзема Корфу, издава хрисовули и сключва договори от свое име.
Управлението на Мануил продължава до 1237 година, когато той е свален от власт чрез преврат от страна на Теодор, който е освободен от плен и тайно се завръща в Солун, след като Иван Асен II се жени за дъщеря му Ирина. След като е ослепен, Теодор не може да претендира за правото на трона, но вместо това коронова сина си Йоан Комнин Дука, но фактически управлява вместо него. Мануил II бяга в Никея, където се заклева във вярност на Йоан Ватаци, като през 1239 година му е позволено да отплава за Тесалия, където събира армия за поход срещу Солун. След като превзема Лариса, Теодор му предлага споразумение, при което той и синът му ще запазят Солун, Мануил ще запази Тесалия, докато друг брат Константин Комнин Дука ще управлява Етолия и Акарнания, които той държи като апанаж от 1220-те години. Мануил се съгласява и управлява Тесалия до смъртта си през 1241 година, след което тя бързо е окупирана от Михаил II от Епир.

## Подчинение на Никея
През 1241 година, след като му е потвърдно безопасно преминаване, Теодор отива в Никея, но там е задържан от Ватаци, който през следващата година дебаркира с армията си в Европа и поема към Солун. Ватаци обаче прекъсва похода си и се завръща в Никея, след като получава новини за монголското нашествие в Мала Азия, но същевременно успява да подчини Йоан Комнин Дука - в замяна на отказ от императорската си титла и признаване на никейската власт, на Йоан е позволено да остане владетел на Солун с титлата деспот.
През 1244 година Йоан умира и е наследен от по-малкия си брат Димитър Ангел Дука, който обаче се показва като несериозен владетел и скоро след това губи доверието на поданиците си. През 1246 година Ватаци отново преминава в Европа и в тримесечна кампания завзема голяма част от Тракия и Македония от подчинената България. Същевременно Михаил II разширява владенията си с територии в Западна Македония. След този забележителен успех Ватаци се насочва към Солун, където видните жители на града вече заговорничат срещу деспота и да предадат града на Ватаци. При появата на войските пред града, Димитър Ангел Дука отказва да отвори вратите и да отдаде почит на своя сюзерен, но никейските поддръжници пускат армията им вътре. Солун е присъединен към Никейската държава с управител Андроник Палеолог, Димитър е изпратен в изгнание в Мала Азия, а баща му във Воден.

## Последствия
Въпреки края на Солунската държава, Михаил II Комнин продължава семейните претенции. Той прави опит да превземе Солун и да основе силна византийска държава, която да се противопостави на Никейската империя в борбата за византийското наследство. Първо нападение от 1251-1253 година, подкрепено от Теодор Комнин Дука, се проваля, и Михаил II е принуден да преговаря. Това не възпира за дълго Михаил II, който след 1257 година търси нови съюзи срещу нарастващата заплаха от страна на Никея, включително в лицето на латинските Ахейско княжество и Сицилианско кралство на Манфред. Амбициите на Михаил II са съкрушени в битката при Пелагония от 1259 година, след която за кратко Никейската империя дори окупира Пелагония, Епир и Тесалия. Дори по-важно, победата в тази битка, отваря възможността на никейците да превземат Константинопол на 15 август 1261 година и да възстановят Византийската империя под управлението на династията на Палеолозите.

## Владетели
Списък на Комнините, управлявали Солунската империя:
- Теодор Комнин Дука (1224–1230, коронован император 1225/27)
- Мануил Комнин Дука (1230–1237, коронован император 1235/37)
- Йоан Комнин Дука (1237–1242 като император; 1242–1244 като деспот)
- Димитър Комнин Дука (1244–1246 като деспот)